# Troponă
Tropona este un compus organic ce prezintă caracter aromatic. Este o cetonă a unui nucleu heptaciclic format dintr-un sistem conjugat, fiind înrudită cu tropolona. Intră în constituția unor compuși naturali, precum: colchicina și hinokitiolul.
Tropona este cunoscută încă din anul 1951, când era denumită oxid de cicloheptatrieniliu. Denumirea de tropolonă a fost introdusă în anul 1945 de către M. J. S. Dewar în legătură cu proprietățile aromatice.

## Structură
Dewar a propus în 1945 faptul că troponele ar avea proprietăți aromatice. Grupa carbonilică este polarizată, ceea ce induce o sarcină parțială pozitivă la atomul de carbon (A) și o sarcină parțială negativă la atomul de oxigen. În unele cazuri extreme, atomul de carbon prezintă o sarcină pozitivă completă (B) formând un ion tropiliu, care este de fapt un sistem aromatic cu 6 electroni (C).

## Obținere
Există diverse metode de sinteză organică a troponei și a derivaților săi. Câteva exemple sunt sinteza prin oxidare cu dioxid de seleniu a cicloheptatrienei și reacția de eliminare Hofmann urmată de bromurare a tropinonei:
Metode de sinteză pentru tropolonă includ bromurarea 1,2-cicloheptanedionei cu N-bromosuccinimidă, urmată de dehidrohalogenare la temperaturi ridicate și reacția de condensare aciloinică a esterului etilic al acidului pimelic, al cărei produs de reacție se oxidează cu brom:

## Proprietăți chimice
- Tropona suferă o reacție de reducere a ciclului la acid benzoic, în prezență de hidroxid de potasiu, la temperaturi ridicate. Mulți derivați se transformă în mod similar la arenele corespunzătoare.[2]
- Tropona suferă o reacție de substituție electrofilă cu brom, însă reacția prezintă ca intermediar un produs de adiție, deci nu este o reacție de substituție electrofilă aromatică:[2]

- Troponele suferă reacții de substituție nucleofilă în mod similar cu o reacție de substituție nucleofilă aromatică:[2]

- Tropona poate să participe ca dienă în reacții Diels-Alder, de exemplu cu anhidrida maleică.[2]